# Крайновка
Крайно́вка — село в Кизлярском районе Дагестана. Административный центр Крайновского сельсовета.

## География
Село находится в устье Будённовского канала, на берегу Кизлярского залива, на расстоянии 62 км к востоку от города Кизляр, административного центра района.

## История
Село образовано в 1880 году как рыбацкая деревня. С 31 августа 1944 года по 14 сентября 1960 года являлось административным центром Крайновского района Грозненской области, а затем Дагестанской АССР. В советский период в селе действовал крупный рыболовецкий колхоз имени Кирова.

## Население
| 1926 | 1959  | 1970  | 1989  | 2002  | 2010  | 2021  |
| ---- | ----- | ----- | ----- | ----- | ----- | ----- |
| 162  | ↗2316 | ↘1376 | ↘1060 | ↗1350 | ↘1213 | ↗1430 |

### Половой состав
По данным Всероссийской переписи 2010 года, в селе проживало 1213 человек (574 мужчины и 639 женщин).

### Национальный состав
По данным Всесоюзной переписи населения 1926 года:
| № | Национальность | Численность, чел. | Доля |
| - | -------------- | ----------------- | ---- |
| 1 | русские        | 158               | 98 % |
| 2 | армяне         | 4                 | 2 %  |

По результатам Всероссийской переписи населения 2010 года:
| № | Национальность | Численность, чел. | Доля   |
| - | -------------- | ----------------- | ------ |
| 1 | русские        | 390               | 32,2 % |
| 2 | аварцы         | 357               | 29,4 % |
| 3 | даргинцы       | 275               | 22,7 % |
| 4 | ногайцы        | 72                | 5,9 %  |
| 5 | другие         | 119               | 9,8 %  |